# Blekingedräkt

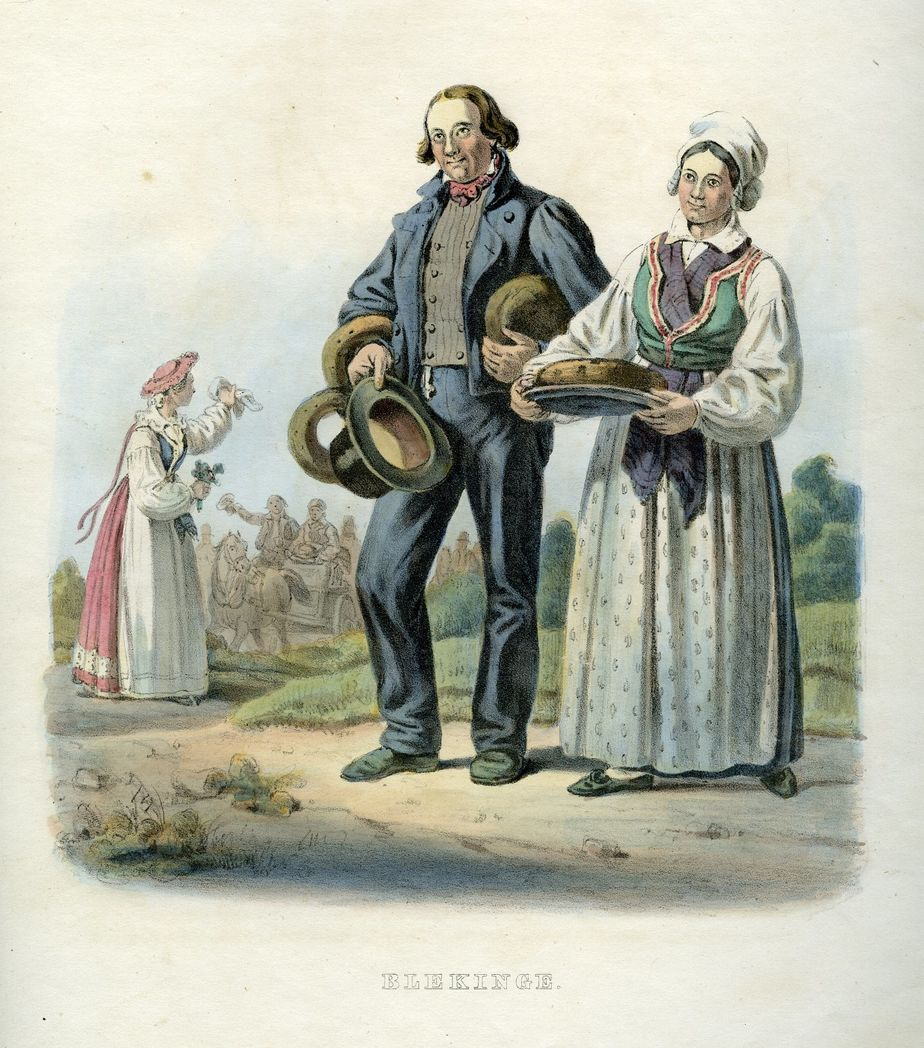
Man och kvinna i Blekingedräkt. År 1873.

Blekingedräkt är en folkdräkt (eller bygdedräkt) från Blekinge.

## Mansdräkten
Den manliga dräkten i Blekinge uppmärksammades inte alls så mycket i sin samtid som den kvinnliga. Ganska få plagg är bevarade, och dokumentationen är inte speciellt omfattande.
- tröja - blå med korta skört. Knapparna av silver. Mindre förmögna brukade grå "vallmars tröja".[2] Även beskriven som en svart klädeströja med röda passpoaler i alla sömmar, röda knapphål och stora silverknappar. Tröjan var så lång som en vapenrock år 1848.[3]
- livstycke - av sämskat skinn. Flera stycken brukas samtidigt under tröjan.[2]. Även beskrivits kunna vara av rött scharlakan.[3]
- byxor - gula skinnbyxor av sämskskinn, laskade och med blomserverk vix byxluckan. Mindre förmögna brukade kortbyxor.[2] Även beskrivna som svarta kortbyxor med silverknappar och spännen vid knäna.[3]
- strumpeband -  antingen virkande av rött eller vitt ullgarn, eller också av bockskinn.
- hatt - har låg kulle med vida brätten.[3]

Sommarkläderna var vanligen av gult sämskat skinn, med många siranter.